# Natchez Trace

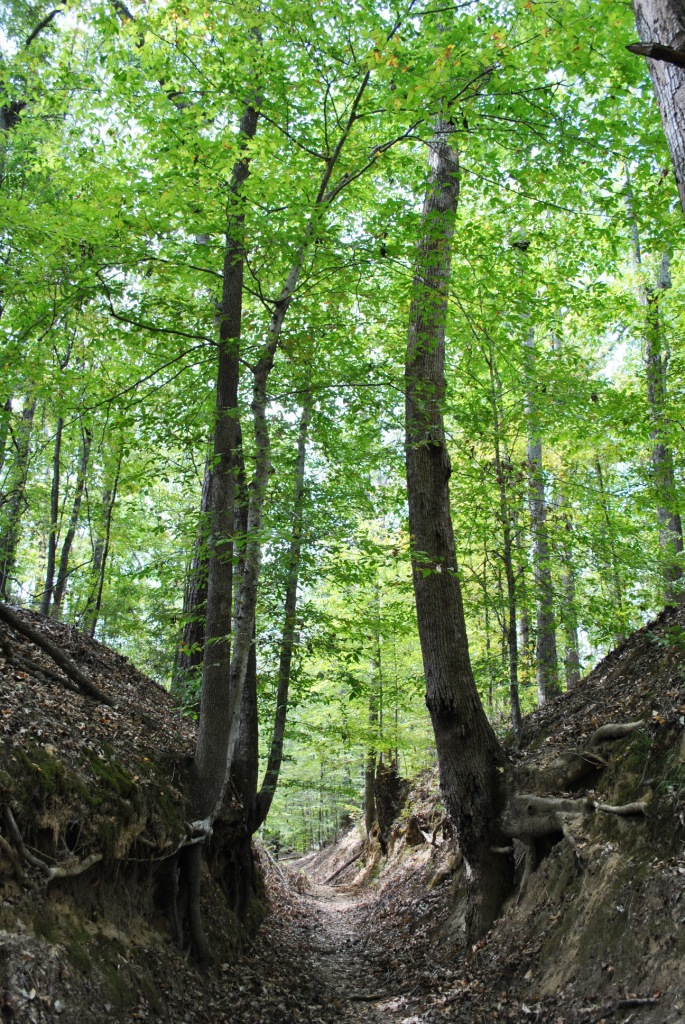
Überreste des historischen Natchez Trace nahe Port Gibson, Mississippi (2011)

Als Natchez Trace oder Old Natchez Trace wird ein historisches Wegesystem im Süden der Vereinigten Staaten bezeichnet, das die Gegend um das heutige Nashville mit der Stadt Natchez am Mississippi River verband.
Ursprünglich ein Wanderpfad präkolumbischer Pflanzenfresser, wurde der Pfad zunächst von Indianern und später von französischen Siedlern aus der Kolonie Louisiana zur Jagd genutzt. Anschließend fand er als Boatman’s Trail als Route englischer bzw. amerikanischer Bootsmänner auf dem Heimweg vom Mississippi an die Ostküste Verwendung.
Bekannt wurde er schließlich als Siedlerroute im frühen 19. Jahrhundert, als während der Westward Expansion amerikanische Siedler von der Ostküste her ins Tal des Mississippi strömten, ehe das Wegesystem nach 1820 verfiel. Heutzutage erinnert die Fernstraße Natchez Trace Parkway und der Wanderweg Natchez Trace National Scenic Trail an den Verlauf des Wegesystems, dem beide Strecken grob folgen. Ferner ist der Natchez Trace seit dem frühen 20. Jahrhundert regelmäßig Subjekt literarischer und historischer Darstellungen.

## Historisches Wegsystem

### Ursprung undBoatman’s Trail
Der sogenannte Natchez Trace verbindet das heutige Nashville und die Gebiete am Cumberland River und Tennessee River im heutigen US-Bundesstaat Tennessee mit der Stadt Natchez in Mississippi am Mississippi und streift auf seinem Weg den Nordwesten des heutigen Alabamas. Historisch gesehen handelt es sich um ein Wegesystem, das aus einzelnen Pfaden unterschiedlichen Ursprungs besteht.
Ursprünglich geht der Natchez Trace auf Wanderrouten präkolumbischer Pflanzenfresser, vor allem des Amerikanischen Bisons zurück, die zwischen den salzreichen Gegenden um das heutige Nashville und den fruchtbaren Grasebenen am Mississippi hin- und herzogen. Diese Wildrouten wurden von Indianern zur Jagd genutzt. Eine hervorgehobene Rolle nahmen dabei die Choctaw, Chickasaw und Natchez ein. Aus diesen Jagdpfaden entwickelten sich unterschiedliche Wege, die zusammengenommen die Region des heutigen Nashvilles mit dem Tal des Mississippi River verbanden.

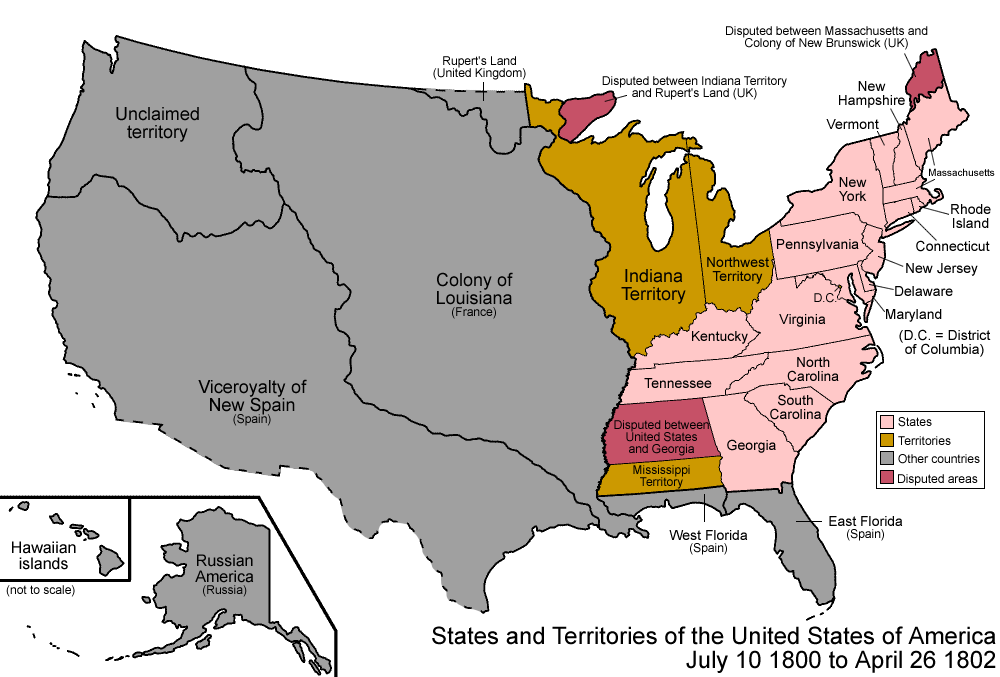
Das Territorium der Vereinigten Staaten um 1800. Der Mississippi River bildete die westliche Grenze des US-amerikanischen Staatsgebiets

Nach dem Beginn der europäischen Kolonialisierung Amerikas wurden die vorhandenen Pfade von europäischen Siedlern entdeckt und für ihre Zwecke genutzt. Französische Siedler aus der Kolonie Louisiana nutzten wie schon die Indianer die Pfade des Wegesystems zur Jagd. Für englische und später US-amerikanische Siedler im Old Natchez District am Mississippi River sowie in Tennessee James Robertson waren die Pfade dagegen eine entscheidende Lebenslinie zu den Zentren der Ostküste. Gleichzeitig nutzten die Siedler um Robertson den Natchez Trace, um sich mit ihren Verbündeten vom Volk der Chickasaw auszutauschen.
Mit der fortschreitenden Kolonialisierung der Region wurde der Natchez Trace als Reiseroute zwischen der Ostküste und dem Mississippi River immer bedeutender. Parallel hatte sich der Mississippi zu einer bedeutenden Handelsroute zwischen den US-amerikanischen Siedlern im Norden und den Spaniern und Franzosen im Süden um New Orleans entwickelt. US-amerikanische Kaufmänner flößten ihre Waren flussabwärts bis in die Stadt Natchez, die nach der Amerikanischen Revolution in spanische Hände gefallen war. Für ihren Rückweg nutzten die Bootsmänner das Wegenetz des historischen Natchez Trace, um möglichst einfach und schnell zurück in ihre Heimat zu kommen. Die von ihnen genutzte Strecke war daher auch als Boatman’s Trail bekannt.

### Siedlerstraße und Niedergang
Als die Vereinigten Staaten ihre Vormachtstellung im Tal des Mississippi um 1800 zunehmend ausbauten, wuchs die Bedeutung des Natchez Trace. 1798 trat Spanien Teile seiner nordamerikanischen Kolonien an die Vereinigten Staaten ab, darunter auch das Gebiet um Natchez. Die Stadt entwickelte sich binnen weniger Jahre zum bevölkerungstechnischen und wirtschaftlichen Zentrum des Mississippi-Territoriums. Nach wie vor war aber die Kommunikation und Reise zwischen den Gebieten um Natchez und der Ostküste der USA aufwendig. Eine ähnliche Problematik bestand innerhalb von Tennessee für die Strecke zwischen Nashville und Knoxville. Aus diesem Kontext entwickelten sich in den 1800er Jahren immer lautere Rufe, die Strecke des historischen Natchez Trace zu befestigen. Infolgedessen wurde ab 1801 unter Leitung von James Wilkinson eine Straße von Nashville nach Natchez befestigt, die in etwa dem Verlauf des historischen Wegesystems folgte.
In den nächsten Jahren entwickelte sich der Natchez Trace zu einer bedeutenden Siedlerroute, weil mit der Westward Expansion immer mehr Siedler von Osten her in das fruchtbare Mississippi-Tal strömten. Parallel zur Kolonialisierung stieg auch das Handelsvolumen auf der Strecke, die auch als Postroute zwischen dem Osten und dem Mississippi Valley genutzt wurde. Des Weiteren war die Strecke eine beliebte Marschroute von US-Militäreinheiten auf ihrem Weg zwischen der Ostküste und der südlichen Frontier; ebenso gelangen Regierungsbeamte, Unternehmer und Prediger des Second Great Awakening wie Lorenzo Dow über die Strecke von der Ostküste an die Frontier. Kriminelle wie John Murrell und sein Mystic Clan nutzten die vielbefahrene Route in dem sonst zugänglichen Gebiet für Überfälle. Ferner gerieten mit der zunehmenden Kolonialisierung des Gebiets die dort ansässigen Indianerstämme unter immer größeren politischen und militärischen Druck. Nach einigen Landabtretungen seitens der Stämme ab den 1800er Jahren wurden die Chickasaw und Choctaw in den 1830ern über den Pfad der Tränen von ihren ursprünglichen Stammesgebieten im Gebiet des Natchez Trace westwärts nach Oklahoma deportiert.
Insgesamt hatte der Natchez Trace einen bedeutenden Anteil an der Westward Expansion der Vereinigten Staaten. Ebenso war er in den 1800ern und 1810ern für viele US-Politikern essenziell, um die US-amerikanische Hoheit über das Mississippi Valley und die Indianerstämme aufrechtzuerhalten. Als Folge der hohen Nutzung des Wegesystems entstanden entlang des Natchez Trace zahllose Gasthäuser. Gleichzeitig wurden Teile des Wegenetzes zur Nutzung von Pferdewagen ausgebaut. Unter dem hohen Strom von Siedlern und Reisenden war das Wegesystem und selbst die 1801 errichtete Straße binnen weniger Jahre aber ausgelastet. 1806 bis 1807 wurde die Straße daher mit Mitteln des US-Kongress ausgebaut. Während des Britisch-Amerikanischen Krieges von 1812 bis 1815 stand eine zusätzliche Erweiterung im Raum, um die Versorgung der Front im Süden zu erleichtern, doch diese Pläne wurden durch Andrew Jacksons Sieg in der Schlacht von New Orleans überflüssig.
Auch während seiner Nutzung als Siedlerroute wurden binnen weniger Jahrzehnte verschiedene Routen des Wegesystems am häufigsten genutzt. Umso schwerer ist es, einen einheitlichen Verlauf des Natchez Trace zu definieren.  Schließlich verlor er an Bedeutung, als 1820 Andrew Jackson’s Military Road zwischen Nashville und New Orleans fertiggestellt wurde und gleichzeitig auf dem Mississippi immer mehr Dampfschiffe genutzt wurden, wodurch der Fluss auch stromaufwärts leichter befahrbar wurde. Auf diesem Wege wurde der Verkehr auf dem Natchez Trace fast vollständig absorbiert. Bereits um das Jahr 1830 waren weite Teile des Pfadsystems ungenutzt und teils verwildert. Heute sind nur noch an einigen Stellen Überreste des historischen Wegenetzes erkennbar. Die Bezeichnung Natchez Trace war während der aktiven Nutzung des Pfadsystems kaum in Gebrauch; andere, aber nicht einheitliche Bezeichnungen überwogen. Erst nach 1820 wurde zunächst in Tennessee hauptsächlich vom Natchez Trace gesprochen, bevor sich diese Bezeichnung zum Ende des 19. Jahrhunderts auch überregional durchsetzen konnte.

## Erinnerung und Forschung
Wenngleich der Natchez Trace für die Strecke zwischen der US-Ostküste und dem Mississippi Valley nur wenige Jahrzehnte bedeutsam war, ging er in die regionale Folklore ein. Bekannt wurde zum Beispiel 1806 der mysteriöse Tod des Entdeckers Meriwether Lewis der Lewis-und-Clark-Expedition in einem Gasthaus in der Gegend.  Ab den 1900ern Jahren wurde der Natchez Trace zunehmend ein Subjekt lokalhistorischer Forschungen, begonnen beim Rechtsanwalt Dunbar Rowland (Encyclopedia of Mississippi History, 1907) und seiner Ehefrau Eron Rowland (Marking the Natchez Trace, 1910). Park Marshall legte 1916 in seinem Aufsatz True Route of the Natchez Trace eine korrigierte Darstellung des Verlaufs des historischen Wegesystems vor. Parallel begannen Mitglieder der Mississippi State Society Daughters of the American Revolution damit, entlang des historischen Natchez Trace Denkmäler in Erinnerung an die Bedeutung des Wegenetzes aufzustellen.

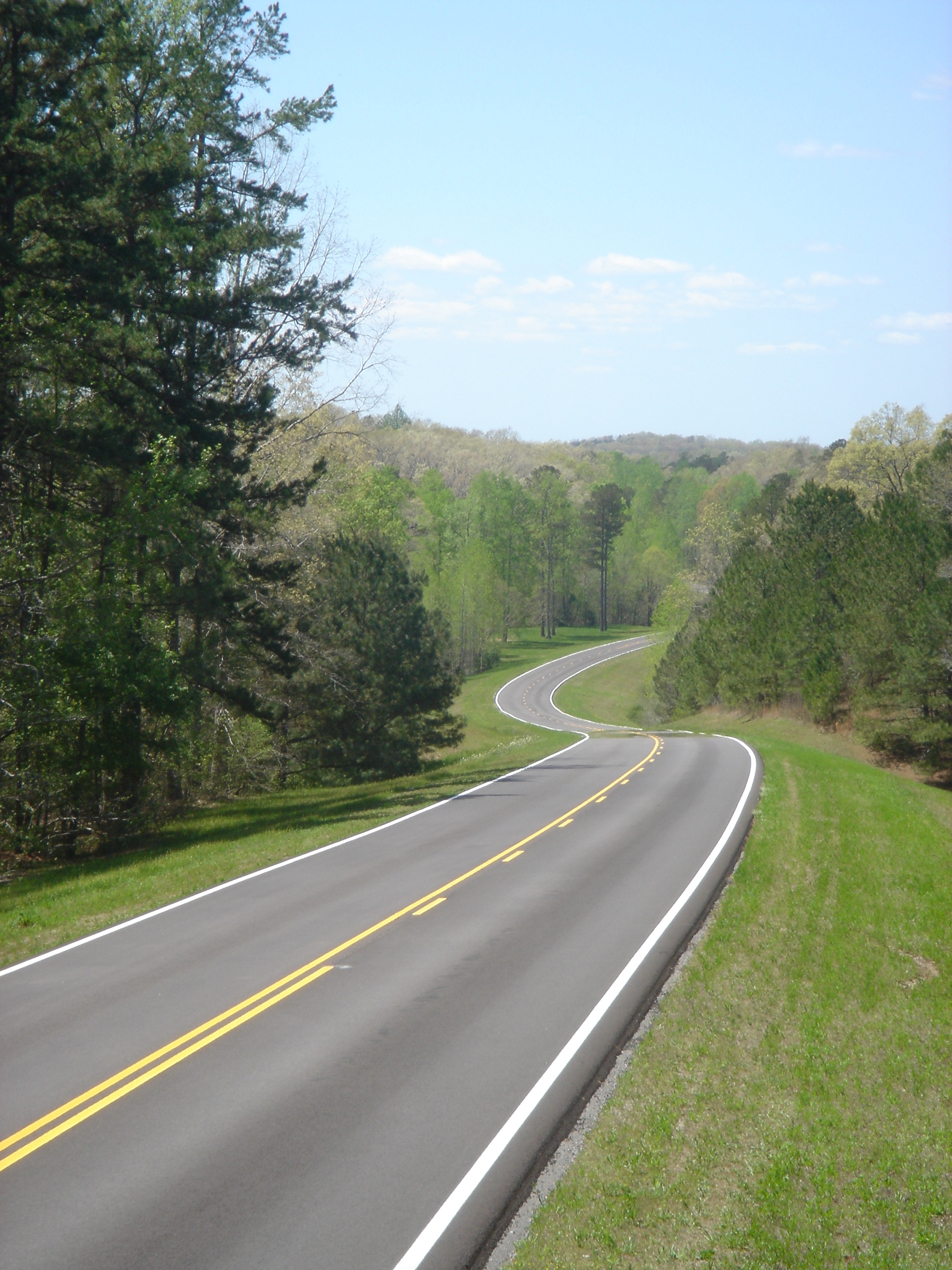
Der moderne Natchez Trace Parkway

Dies befeuerte das allgemeine Interesse am Natchez Trace, was sich in literarischen Produktionen und weiteren häufig lokalhistorischen Forschungsbeiträgen widerspiegelte. J. P. Bretz legte 1926 in seinem Fachartikel Early Land Communications with the Lower Mississippi Valley eine erste Darstellung der Bedeutung des Wegenetzes für die Westward Expansion vor. 1930 veröffentlichte Robert Coates das Sachbuch The Outlaw Years, das die Kriminellen entlang des historischen Natchez Trace behandelte.
Beginnend mit dem Kongressbericht Natchez Trace Parkway Survey aus dem Jahr 1940 rückten zunehmend Erfahrungen von Reisenden auf dem Wegenetz in den Blickpunkt der historischen Forschung. Parallel griffen verschiedene Schriftsteller, die den Old Southwest behandelten, den Natchez Trace in ihren Texten auf, darunter Harry Harrison Kroll, James Street und Eudora Welty. Er nimmt eine zentrale Rolle in Weltys Frühwerk ein und dient als Handlungsort ihrer Novelle The Robber Bridegroom (1942) und als Handlungsort und roter Faden der Kurzgeschichtensammlung The Wide Net (1943). In späteren Jahren erschienen umfangreichere historische Produktionen: 1963 veröffentlichte Jonathan Daniels mit The Devil’s Backbone eine umfassende Geschichte des Wegenetzes, 1995 legte der Historiker William C. Davis A Way Through the Wilderness eine Geschichte der US-amerikanischen Zivilisations- und Nationenbildung entlang des Southern Frontier anhand des Natchez Trace vor.
Während des New Deals in der Präsidentschaft Franklin D. Roosevelts kamen Pläne auf, entlang des historischen Natchez Trace eine Fernstraße zu bauen. Diese Pläne wurden in besonderem Maße von T. Jeff Busby, einem Mitglied des US-Repräsentantenhauses für Mississippi, vorangetrieben. Präsident Roosevelt unterzeichnete schließlich 1938 Pläne zum Bau des heutigen Natchez Trace Parkway, einem zweispurigen National Scenic Byway, der entlang des historischen Wegenetzes zwischen Fairview in Tennessee und Natchez verläuft.
Entlang der Straßenführung befinden sich unter anderem das Ackia Battleground National Monument zum Gedenken an die Schlacht von Ackia und das Meriwether Lewis National Monument in Gedenken an Meriwether Lewis, die beide zusammen mit dem Parkway vom National Park Service verwaltet werden. Ferner existiert ein moderner Wanderweg namens Natchez Trace National Scenic Trail, der ebenfalls grob dem Verlauf des historischen Wegesystems folgt. Der Parkway soll die Erinnerung an den historischen Natchez Trace aufrechterhalten, ist mittlerweile ein touristisches Ziel und generiert so für die umliegenden Regionen zusätzliches Einkommen.